# Landschaftsschutzgebiet Obere Desmecke
Das Landschaftsschutzgebiet Obere Desmecke mit 23,35 ha Größe liegt südwestlich von Altenbüren im Stadtgebiet von Brilon. Das Gebiet wurde 2008 mit dem Landschaftsplan Briloner Hochfläche durch den Hochsauerlandkreis als Landschaftsschutzgebiet (LSG) ausgewiesen. Das LSG beginnt direkt am Siedlungsrand von Brilon. Im LSG verläuft der Oberlauf des Baches Desmecke. Die Quelle der Desmecke liegt knapp außerhalb dieses LSG im Wald des Landschaftsschutzgebiets Briloner Kalkplateau und Randhöhen.
Das LSG Obere Desmecke wurde als LSG des Typs B, Ortsrandlagen und Landschaftscharakter, ausgewiesen. Es ist unter anderem das Errichten von Bauten verboten. Auch Erstaufforstungen sowie die Neuanlage von Weihnachtsbaumkulturen, Schmuckreisig- und Baumschulkulturen sind verboten.

## Gebote
Laut Ausweisung sind verschiedene Gebote festgesetzt worden. Das LSG ist durch landwirtschaftliche Nutzung und Pflegemaßnahmen von Bewaldung freizuhalten. Brachflächen sind abschnittsweise im Turnus von drei Jahren zu mähen, um eine Verbuschung zu verhindern. Dabei darf nicht vor dem 1. August gemäht werden, um Bruten nicht zu vernichten. Bei der Mahd ist das Mähgut abzutransportieren. Auf Obstweiden sind, falls notwendig, Obstbäume nachzupflanzen. Abgestorbene Obstbäume sind als Habitatbäume zu belassen. Die Hecken sind alle 10 bis 15 Jahre „auf den Stock“ zu setzen, wobei Einzelbäume zu belassen sind. Die Heckenarbeiten dürfen nur vom 1. Oktober bis 28. Februar durchgeführt werden.